# Giuseppe Perego
Giuseppe Perego est un sculpteur italien du XVIIIe siècle qui a été actif à Milan, célèbre pour avoir créé le modèle pour la Madonnina du Dôme de Milan.

## Œuvres
- Statue de guerrier (1760),
- Madonna (1796),

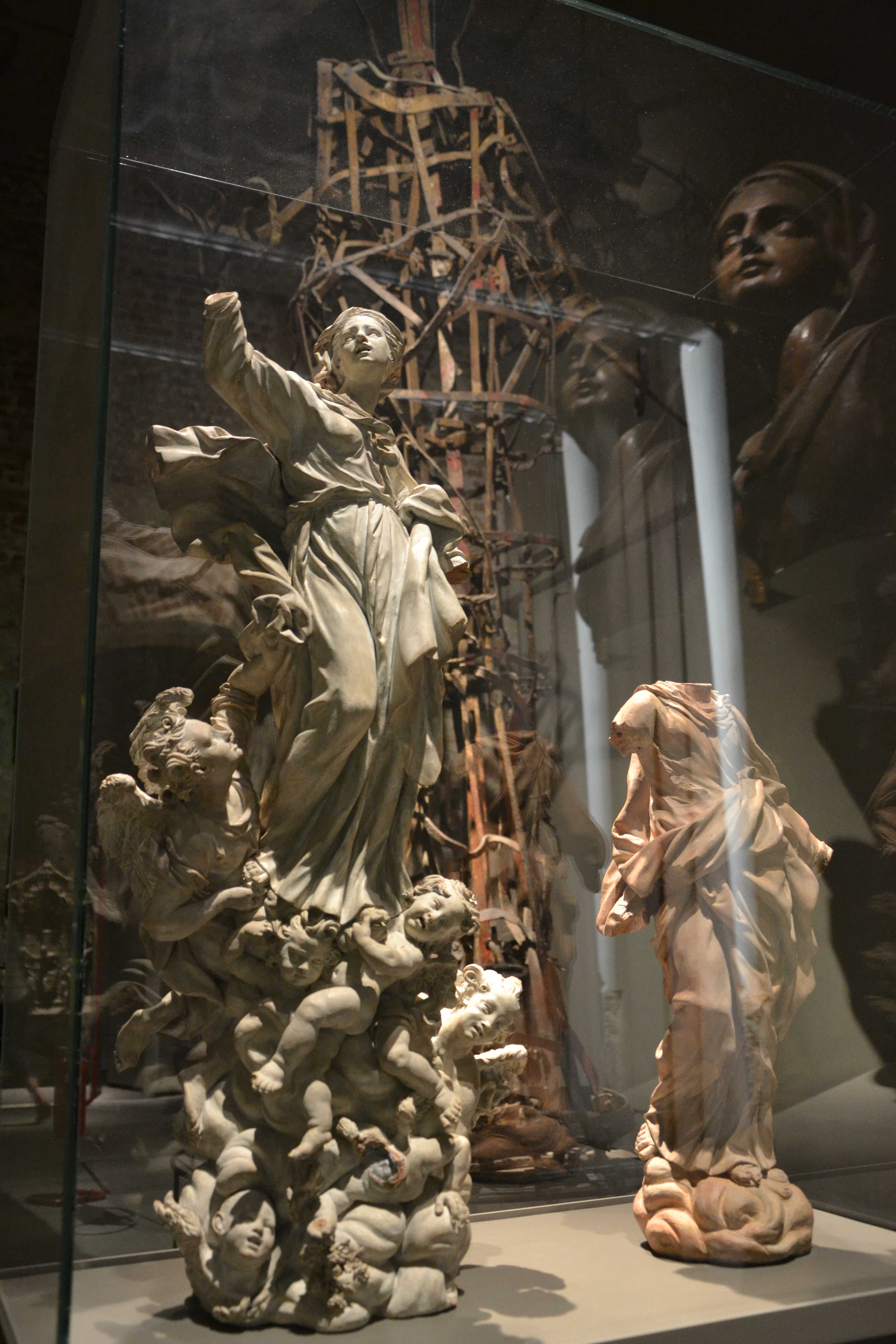
La Madonna Assunta con Angeli au musée de la cathédrale de Milan.

- Travaux divers au Castello Sforzesco.